# Cheilophyllum marginatum
Cheilophyllum marginatum är en flenörtsväxtart som beskrevs av Francis Whittier Pennell. Cheilophyllum marginatum ingår i släktet Cheilophyllum och familjen flenörtsväxter. Inga underarter finns listade i Catalogue of Life.